# Lorenz Morsbach
Lorenz Morsbach, född 6 januari 1850, död 12 februari 1945, var en tysk språkforskare.
Morsbach var professor i brittisk filologi i Göttingen 1892–1921. Bland Morsbachs talrika vetenskapliga arbeten märks Ueber den Ursprung der neu-englischen Schriftsprache (1888), som haft grundläggande betydelse på detta forskningsområde, och Mittelenglische Grammatik (1896).